# 629
El 629 (DCXXIX) fou un any comú començat en diumenge del calendari julià.

## Esdeveniments
- Els romans d'Orient reprenen Jerusalem en el marc de la guerra romano-sassànida del 602-628.
- Inici del regnat de Dagobert I.